# چزاره فانتونی
چزاره فانتونی (ایتالیایی: Cesare Fantoni؛ زاده ۱ فوریه ۱۹۰۵-درگذشته ۱۵ ژانویه ۱۹۶۳) بازیگر ایتالیایی بود.
از فیلم‌های معروف او می‌توان به بازی در ترانه عاشقانه، کارتاژ در شعله‌های آتش، میهمان یک‌شبه، صلیبیون توانا، دکتر آنتونیو، زنجیرهای ناپیدا، روسینی و به من نگو! اشاره کرد.